# Степовий гірчак звичайний
Гірча́к повзу́чий (гірчак рожевий, гірчак звичайний; лат. Acroptilon repens L., народні назви: Блаваж-гірчак, струч) — корінний житель Середньої Азії, звідки завдяки торговельним відносинам він поширився майже на всіх континентах світу, крім Африки.
В Україні бур'ян обмежено розповсюджений в Дніпропетровській, Донецькій, Запорізькій, Луганській, Харківській, Херсонській областях, Республіці Крим та місті Севастополь на загальній площі 443 892,82 га.
Гірчак повзучий є найзліснішим і важко викорінюваним бур'яном серед коренепаросткових, він засмічує посіви сільськогосподарських культур, сади, виноградники, луги, пасовища. Досить часто росте вздовж ґрунтових, шосейних доріг, залізнична колій, на берегах зрошувальних каналів.
Бур'ян надзвичайно шкодочинний. При сильному засміченні повністю витісняє інші рослини і різко знижує (на 50 — 70 %) або зовсім знищує врожай польових культур. Гірчак повзучий належить до отруйних рослин, вегетативна частина яких небезпечна для багатьох тварин, особливо для коней. Навіть невеликі домішки рослин бур'яну в зерні, зеленій масі, сіні чи соломі значно знижують якість продукції.
Гірчак повзучий (рожевий) — багаторічна коренепаросткова рослина.
Станом на 1.01.2006 року площа забур'яненості в Україні становить 443 900,12 га. Гірчак рожевий розповсюджений в АР Крим, м. Севастополь та 6 областях України: Дніпропетровській, Донецькій, Запорізькій, Луганській, Харківській та Херсонській.
Рослина розмножується насінням і кореневищами (вегетативно). До нових районів гірчак потрапляє з засміченим насіннєвим матеріалом, головним чином зернових культур і трав, а також з сіном і соломою. Схожість насіння в ґрунті зберігається протягом 3—5 років. Для його проростання необхідні високі вологість і температура ґрунту. В умовах півдня України гірчак повзучий починає цвісти в кінці червня — на початку липня. Насіння достигає переважно в серпні.
Гірчак повзучий — світлолюбна рослина. При затіненні насіння не утворюється, уповільнюється ріст кореневої системи, але в ній зберігаються запаси пластичних речовин і бруньки розмноження, які при збільшенні освітлення навіть через декілька років (3—4) утворюють нові пагони.
Головним з карантинних заходів, що спрямовані на недопущення поширення гірчаку повзучого є заборона завезення насіння бур'яну у вільні від нього області і райони України з насінням сільськогосподарських культур.

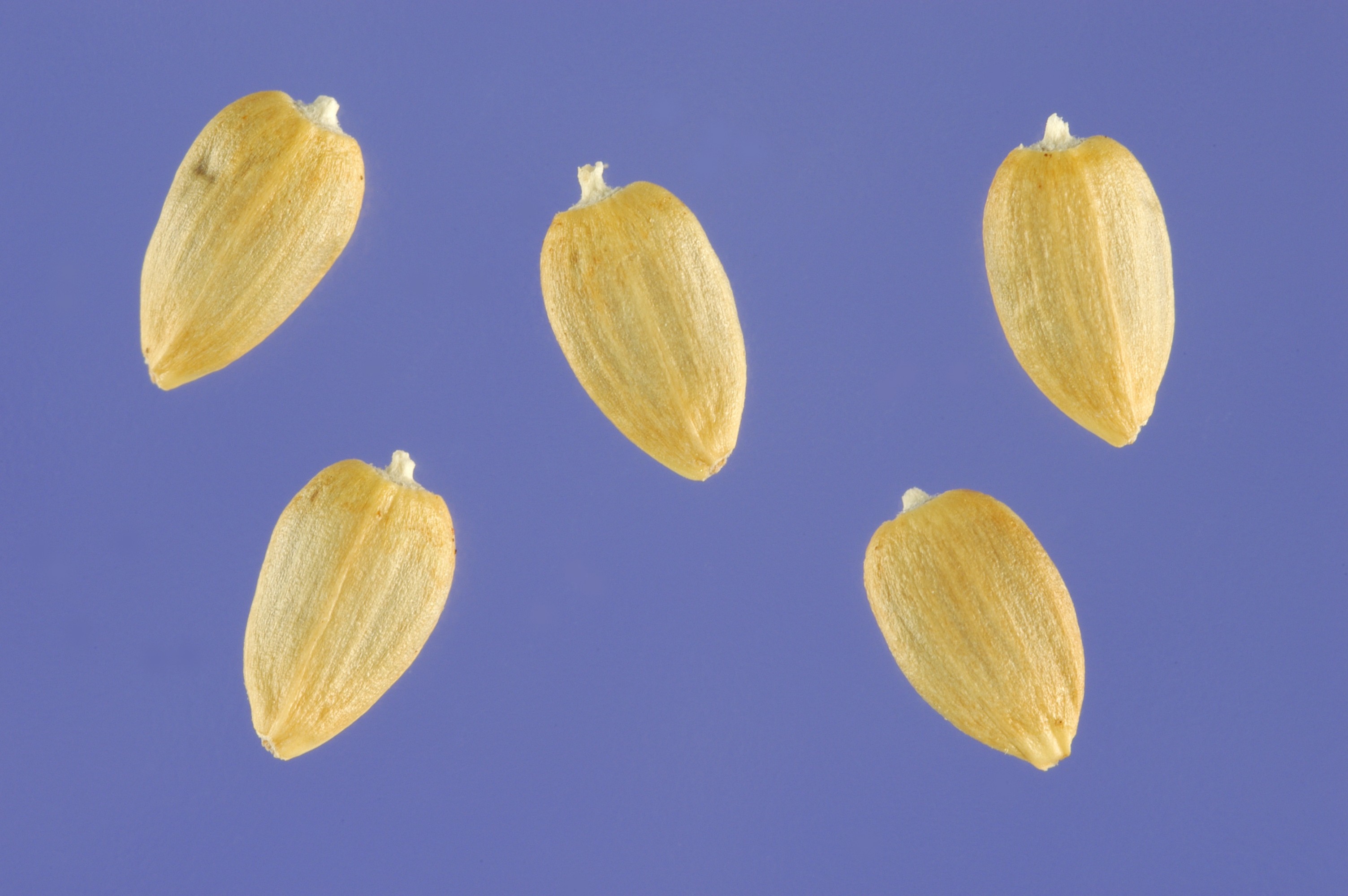
Насіння

Умови використання засміченого насіннєвого, продовольчого, фуражного і технічного підкарантинного матеріалу визначаються в кожному окремому випадку Державними інспекціями з карантину рослин Автономної Республіки Крим, областей, міст Києва та Севастополя.
Агротехнічними заходами в першу чергу є багаторазові підрізання кореневої системи. На дуже засмічених гірчаком повзучим землях досить ефективним буде поєднання чорного пару з культурами суцільного посіву (монокультури) — житом, вівсом, ячменем, кукурудзою, люцерною, що пригнічують бур'ян масивно розвиненою зеленою масою. Особливе значення на засмічених гірчаком площах має лущення стерні відразу після збирання будь-якої культури, незалежно від того, як буде в майбутньому використовуватись поле. Значного пригнічення гірчаку повзучого в найкоротші терміни можливо досягти лише поєднанням агротехнічних заходів з застосуванням сучасних гербіцидів згідно з «Переліком пестицидів …».

## Хімічний склад
Рослина містить сліди ефірної олії, алкалоїди, смолянисті речовини. Олія має світло-зелений колір, приємний запах. Отруйна в період цвітіння.

## Використання
Надземну частину в період цвітіння використовували в народній медицині при малярії, епілепсії. Рослина, зкошена до цвітіння, нетоксична, задовільно поїдається вівцями.